# Čugajeva eliminacija
 Čugajeva eliminacija je hemijska reakcija u kojoj dolazi do eliminacije vode iz alkohola čime se formiraju alkeni. Intermedijer je ksantat. Reakcija je dobila ime po ruskom hemičaru Levu Aleksandroviću Čugajevu, koji ju je otkrio.
U prvom koraku se formira kalijum ksantat iz alkoksida i ugljen disulfida (CS2). Sa jodometanom, on se transformiše u ksantat.
Na oko 200 °C se formira alken putem intramolekulske eliminacije. U šestočlanom cikličnom tranzicionom stanju atom vodonika se premešta sa β-C-atoma na sumpor. Nuzproizvod se razlaže do karbonil sulfida (OCS) i metantiola.

## Literatura
- Latscha, Hans P. (2002). Chemie-Basiswissen. Berlin: Springer.
- Lev Aleksandrovich Chugaev (1900). „Thujen, ein neues bicyclisches Terpen”. Berichte der deutschen chemischen Gesellschaft. 33 (3): 3118—3126. doi:10.1002/cber.19000330363.

## Spoljašnje veze
- Animation of the mechanism of the Chugaev elimination